# Girolamo Mazzola Bedoli

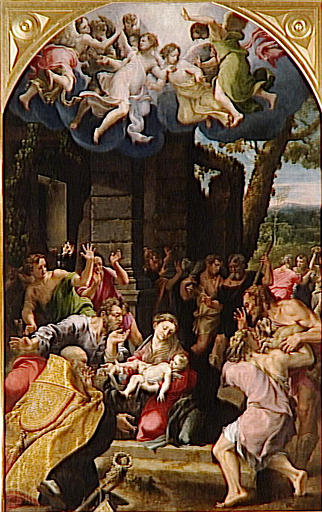
Herdarnas tillbedjan av Girolamo Mazzola Bedoli.

Girolamo Mazzola, född omkring 1500 i Viadana, död 1569 i Parma, var en italiensk målare. Han var gift med en brorsdotter till Filippo Mazzola.
Girolamo hette egentligen Bedoli, men på grund av att han genom giftermål blev befryndad med familjen Mazzola, antog han dennas namn. Han bildade sig efter Parmigianino och blev en fullständig manierist. Enligt Vasari efterlämnade han en son, Alessandro Mazzola (död 1608), som var en svag härmare av sin far.